# David Burton Morris
Pour les articles homonymes, voir Morris.
Cet article possède un paronyme, voir David Morris (homonymie).
David Burton Morris est un réalisateur, scénariste, producteur et acteur américain.

## Filmographie

### Comme réalisateur
- 1975 : Restless Sleep
- 1976 : Loose Ends
- 1982 : Purple Haze
- 1988 : Vietnam War Story II (vidéo)
- 1988 : Patti Rocks, primé au Festival du cinéma américain de Deauville
- 1988 : China Beach (série télévisée)
- 1989 : Vietnam War Story: The Last Days
- 1990 : Un psy très spécial (Hometown Boy Makes Good) (TV)
- 1992 : Jersey Girl (en)
- 1993 : Space Rangers (série télévisée)
- 1993 : Les Anges de la ville (Sirens) (série télévisée)
- 1995 : The Price of Love (TV)
- 1996 : Prenez garde à la baby-sitter! (The Babysitter's Seduction) (TV)
- 1996 : Pretty Poison (TV)
- 1997 : Passé oublié (The Three Lives of Karen) (TV)
- 1997 : Any Mother's Son (TV)
- 1998 : Still Holding On: The Legend of Cadillac Jack (TV)
- 1998 : The Almost Perfect Bank Robbery (TV)
- 1999 : L'Histoire de Sonny et Cher (And the Beat Goes On: The Sonny and Cher Story) (TV)
- 1999 : Come On, Get Happy: The Partridge Family Story (TV)
- 2000 : Dans les filets de l'amour (Navigating the Heart) (TV)
- 2000 : Jackie Bouvier Kennedy Onassis (TV)
- 2008 : La Spirale du mensonge (The Governor's Wife) (TV)
- 2009 : Cadeau d'adieu (Chasing a Dream) (TV)
- 2009 : L'Étoile de glace (Ice Dreams) (TV)
- 2011 : Pour les yeux de Taylor (Accidentally in Love) (TV)

### Comme scénariste
- 1976 : Loose Ends
- 1982 : Purple Haze
- 1987 : La Vérité cachée (Laguna Heat) (TV)
- 1988 : Patti Rocks

### Comme producteur
- 1976 : Loose Ends
- 1999 : Ultimate Deception (TV)

### Comme acteur
- 1991 : Ambition : Man in Corvette